# Kerby Joseph
Kerby Joseph (Orlando, Florida, 14 de noviembre de 2000) es un jugador profesional estadounidense de fútbol americano, se desempeña en la posición de safety en Detroit Lions, en la National Football League (NFL).

## Carrera
Fue seleccionado en la tercera ronda en la Reunión Anual de Selección de Jugadores de la NFL de 2022. Hizo su debut profesional con el equipo Detroit Lions, donde lleva jugando dos temporadas.